# Adrianus van Everdingen

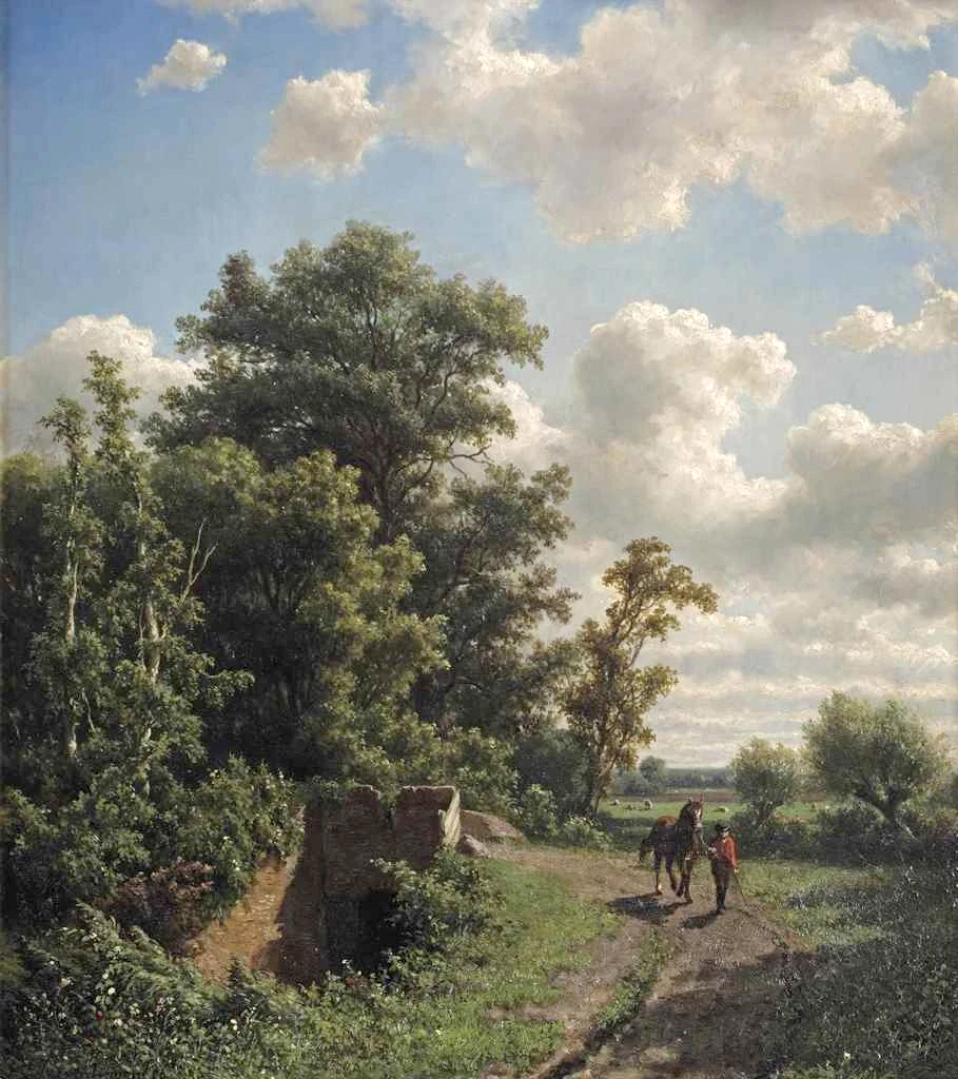
Un jinete en un bosque (1856)

Adrianus van Everdingen (Utrecht, 22 de junio de 1832-Utrecht, 4 de septiembre de 1912) fue un paisajista, grabador, litógrafo y acuarelista neerlandés.
Adrianus van Everdingen fue alumno de Johannes Warnardus Bilders. Fue asesorado e influenciado por Willem Roelofs. Fue miembro de «Arti et Amicitiae» en Ámsterdam y de 1890 a 1899 director de la Genootschap «Kunstliefde» en Utrecht. De 1853 a 1903 participó en exposiciones en Ámsterdam, La Haya, Arnhem, Róterdam, etc.